# Café con hielo

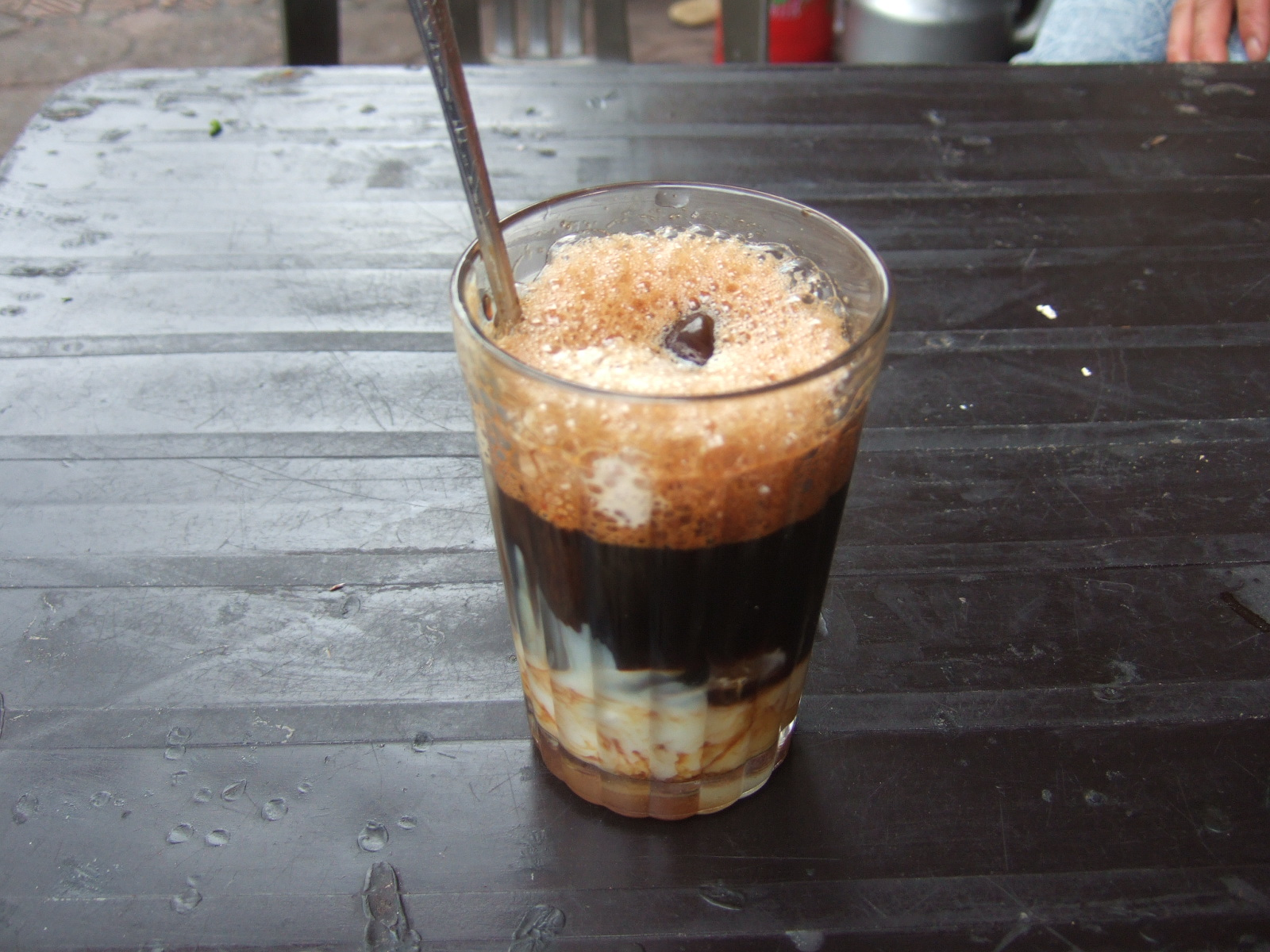
Popular Cà phê sữa đá (café con hielo) vietnamita.

El café con hielo es una popular forma de servir el café mezclado con un alimento congelado. Este tipo de preparación hace sea habitual en los meses de verano, Los alimentos congelados empleados en su preparación pueden ir desde lácteos (crema, leche, yogur, etc), hasta cualquier forma de presentación con hielo (sorbetes de diversos sabores, cubitos de hielo). La popularidad de esta forma de servir café mezclado con un alimento congelado hace que, de las formas de ser servido, sea habitual en diversos países del mundo. 

## Servir
La preparación del café con hielo parte inicialmente de una pecularidad; debido a que la solubilidad del azúcar es mayor a altas temperaturas, en algunas ocasiones se vierte el azúcar (de quererlo así) al café caliente, porque si se echa una vez que el café está en contacto con el hielo, el azúcar se disolverá con mayor dificultad.

## Variantes

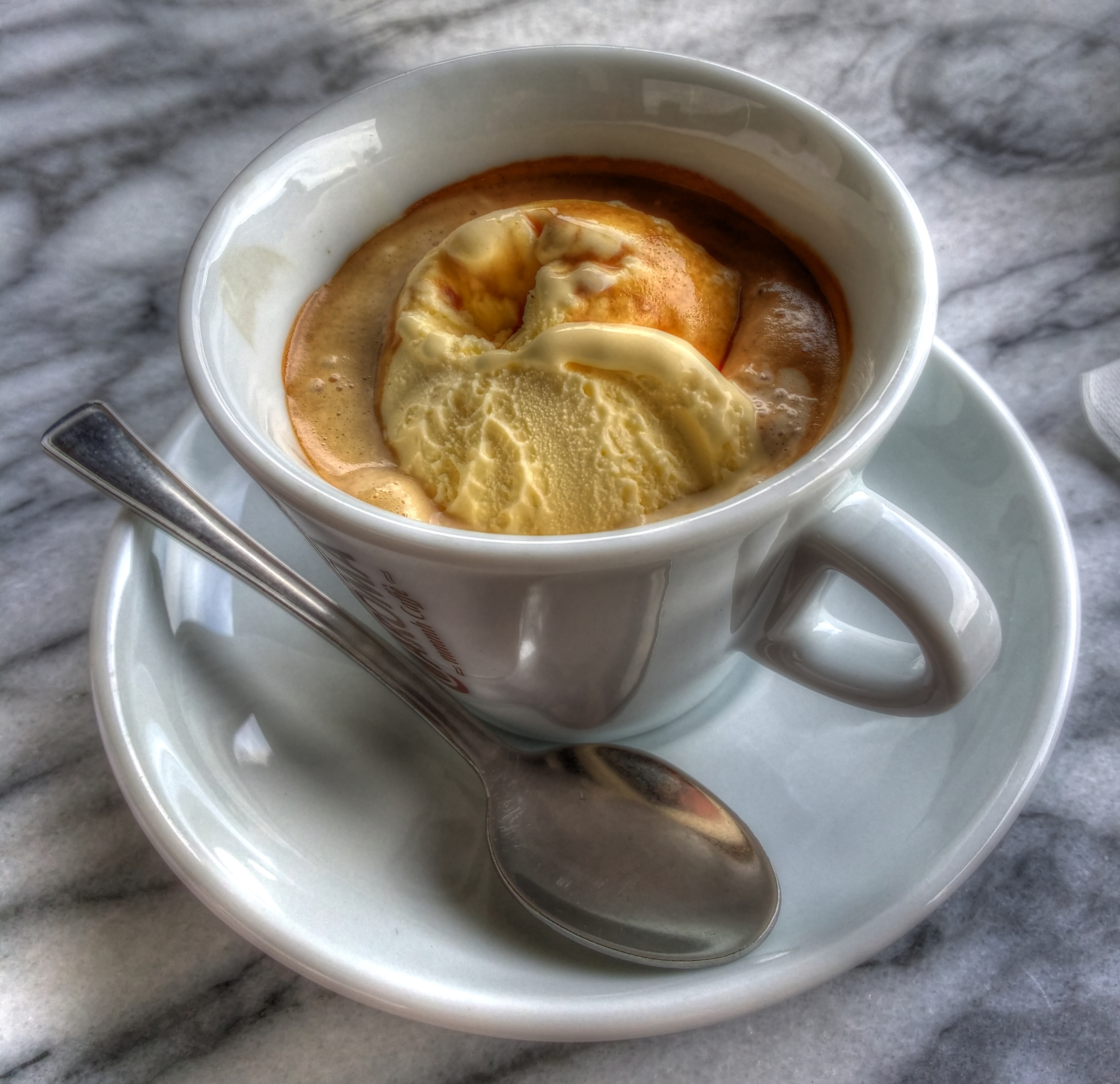
Affogato al Caffee, un expreso con una bola de helado de vainilla.

La variante española suele ser una taza de café sólo un poco más largo que un café solo normal, que se sirve junto con un vaso de cubitos de hielo (dos o tres). Esta forma, no solo es una costumbre española sino que  es considerada de origen español. En la Comunidad Valenciana se conoce como "café del tiempo" y a veces se consume con una rodaja de limón.